# Ernest William Sansom
Ernest William Sansom CB DSO, kanadski general, * 18. december 1890, Stanley, Novi Brunswick, Kanada, † 18. oktober 1982, Fredericton, Novi Brunswick, Kanada.

## Življenjepis
Pridružil se je 71. yorškemu polku milice (71st York Militia Regiment), pri čemer je lagal o starosti, da so ga sprejeli. Leta 1914 se je pridružil 30. quebeškemu bataljonu in poslal mitralješki inštruktor. Po koncu prve svetovne vojne je ostal v aktivni vojaški službi. 
Med drugo svetovno vojno je bil: direktor vojaškega usposabljanja (1939), generalni oskrbovalni častnik 1. kanadske divizije (1939-40), poveljnik 3. kanadske divizije (1940-41), poveljnik 1. oklepne divizije (1941), poveljnik 5. oklepne divizije (1941-43), poveljnik 2. korpusa (1943-44) in generalni inšpektor Kanadske kopenske vojske (1945).
Po vojni se je neuspešno potegoval za vstop v parlament na listi progresivnih konzervativcev.